# Pseudosinella hrabei
Pseudosinella hrabei is een springstaartensoort uit de familie van de Entomobryidae. De wetenschappelijke naam van de soort is voor het eerst geldig gepubliceerd in 1979 door Rusek.